# Sony Ericsson z750

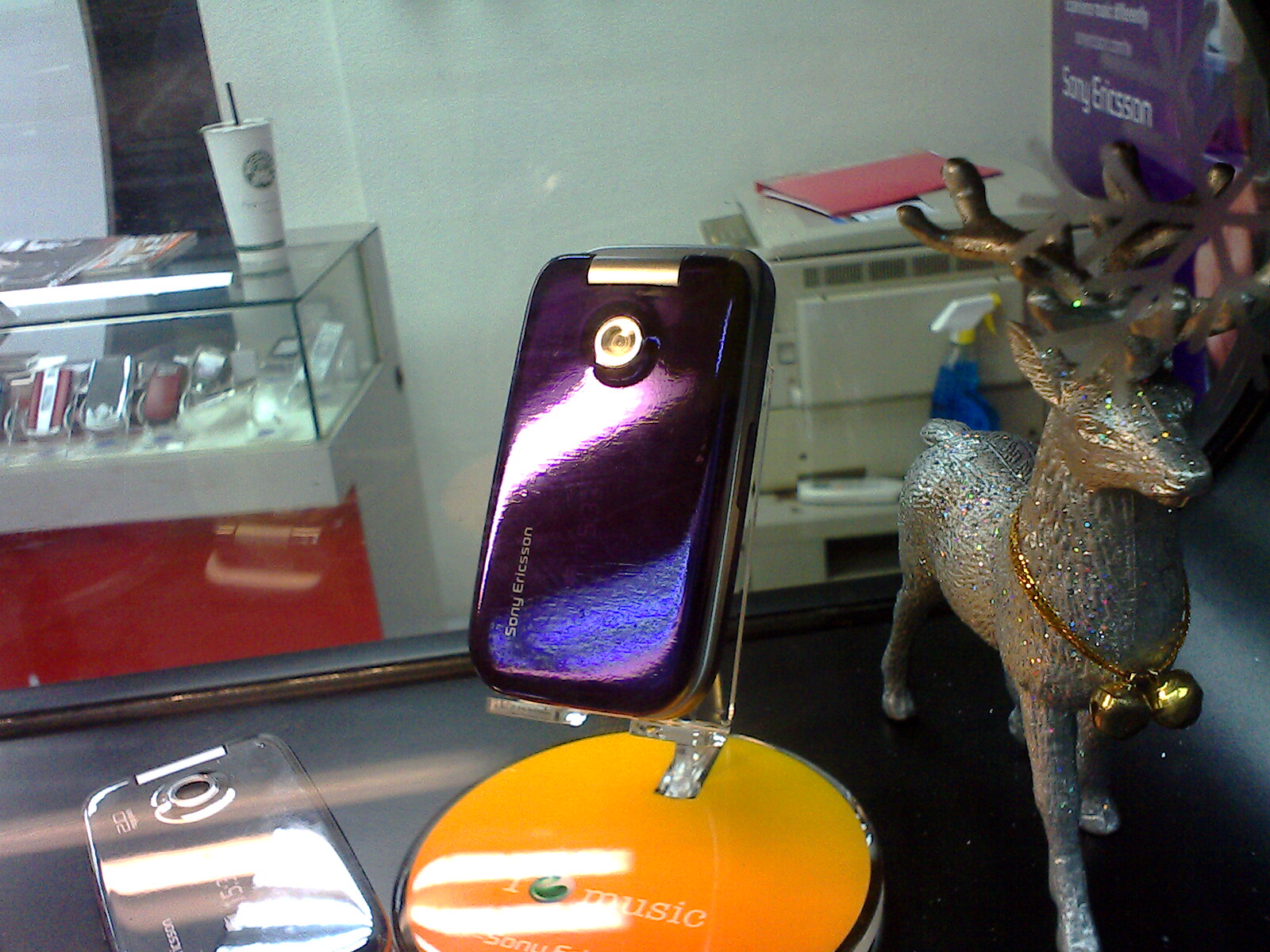
Sony Ericsson Z750

Um celular da Sony Ericsson da linha Z-Series, foi apresentado no dia 1 de julho de 2007. Foi um dos celulares da Sony Ericsson a terem a função 3G, que era ainda uma função pouco utilizada pelos celulares desta mesma epóca de lançamento, teve poucas unidades vendidas no Brasil, foram enviadas 110,000 Mil unidades, pois sua maior parte (200,000 Mil) foi enviada para a Ásia e Europa, pois foi aceito e consumido mais rápido.

## Caracteristicas
Com um tamanho de 97.0 x 49.0 x 20.0 mm, e uma tela com resolução de 240x320 PX, uma tela de OLED de 36x128 px que tinha o efeito reflexo de espelhos, com uma memória interna de 32Mb e expansivél até 2GB (Com a atualização do Software suporta 8gb), suporte a SWF (Flash Lite 2.0), Java MIDP-2.0 e com uma bateria de Lítio, com duração de 9 Horas de conversação e 400 Horas de espera, camêra de 2.0 mega pixels, reprodução de arquivos de aúdio MP3, M4A, AMR, WAV, AAC, MID, MIDI, WMA, reproduz videos no formato 3GP, 3GPP (Após atualização do SoftWare) e MP4, vem com o Walkman 3.0, PhotoDJ, VideoDJ e MusicDJ.

## O Z610
Para alguns, foi apenas mais um celular da Sony Ericsson, mas o z610 foi a primeira versão do z750, pois tinha o mesmo design, sua diferença foi o tamanho, pois a resolução de sua tela era 176x220, diferente da tela do z750, que era maior (240x320), e algumas funções e serviços foram otimizado, o z750 foi uma grande atualização de componentes, software e funções do z610, que por visto teve um grande sucesso.

## Serviços do Blogger
Veio a ele integrado a função do Blogger, que podia enviar uma foto, e criar um blog com esta foto de uma maneira rápida e fácil para o usuário, foi um serviço bastante aceito e utilizado por vários usuários do z750, outros da linha Z-Series e alguns da W-Series (série Walkman) tiveram este serviço.